# Саздърма
Саздърма̀ (на турски: Sızdırma, Създърма) се нарича хранителен продукт от овче или телешко месо.
С подобно звучене, но различна е пастърмата.
Нарязаното на парчета месо и лой се варят дълго време в много вода, за да се свари добре месото и отдели от костите. След това варенето продължава до оставането на мазнина. Добавят се подправките (дафинов лист, бахар и черен пипер) и се изсипва в овчи стомах или плитък съд, за да се сгъсти. Готовият продукт се съхранява на студено и се яде студена или леко затоплена с качамак или каша.